# 1979年のスポーツ
- 年度別スポーツ記事一覧

1979年のスポーツでは、1979年（昭和54年）のスポーツ関連の出来事についてまとめる。
1979年前後：1978年のスポーツ - 1979年のスポーツ - 1980年のスポーツ

## できごと
- 1月7日 - 具志堅用高が、リゴベルト・マルカノに勝利し、7度目の防衛に成功した[1]
- 1月31日 - 江川卓、阪神タイガース入団。翌日読売ジャイアンツの小林繁とトレード
- 3月17日 - 渡部絵美、世界フィギュアスケート選手権で3位入賞。日本人で初のメダル獲得
- 4月27日 - スパルタ式のヨット合宿で愛児を失った両親、戸塚ヨットスクール校長に対し、賠償請求訴訟を起こす
- 5月27日 -  カツラノハイセイコが日本ダービーで優勝した
- 10月25日 - IOC理事会、中国復帰を決議
- 10月28日 - 女子プロゴルフの樋口久子、女子初の1億円プレーヤーとなる
- 11月4日 - プロ野球日本シリーズ第7戦が行われ、広島が近鉄を4-3で下して球団史上初の日本一になった（江夏の21球も参照）
- 11月18日 - 国際陸上競技連盟初公認の女子フルマラソンとなる第1回東京国際女子マラソン開催
- 11月26日 - IOC郵便投票で中国の五輪復帰決定

## 総合競技大会
- 第9回世界ろう者冬季競技大会（フランス・メリベル・1月21日～27日）
- 第5回スペシャルオリンピックス夏季世界大会（アメリカ・ブロックポート・8月8日～13日）
- 第10回夏季ユニバーシアード（メキシコシティ・9月2日～13日） - 日本の獲得メダル:金1、銀3、銅7
- 第34回日本のふるさと宮崎国体（冬季スケート - 岩手県・1月25日～28日、冬季スキー - 北海道・20日、夏季 - 宮崎県・9月16日～19日、秋季 - 宮崎県・10月14日～19日）
天皇杯順位:優勝 宮崎県、第2位 東京都、第3位 熊本県
皇后杯順位:優勝 宮崎県、第2位 東京都、第3位 大阪府

## アイスホッケー
- スタンレーカップ決勝（1978-1979シーズン）
モントリオール・カナディアンズ （4勝1敗） ニューヨーク・レンジャース

## アメリカンフットボール
- 第13回スーパーボウル（1月21日）
ピッツバーグ・スティーラーズ(AFC) 35-31 ダラス・カウボーイズ(NFC)

## 競馬
- 皐月賞（4月15日）ビンゴガルー
- 天皇賞（春）（4月29日） カシュウチカラ
- オークス（5月20日)  アグネスレディー
- 日本ダービー（5月27日)  カツラノハイセイコ
- 菊花賞（11月11日） ハシハーミット
- 天皇賞（秋）（東京競馬場・11月25日）スリージャイアンツ
- 有馬記念（中山競馬場・12月16日） グリーングラス

## ゴルフ

### 世界4大大会（男子）
- マスターズ優勝者：ファジー・ゼラー（アメリカ）
- 全米オープン優勝者：ヘール・アーウィン（アメリカ）
- 全英オープン優勝者：セベ・バレステロス（スペイン）
- 全米プロゴルフ優勝者：デビッド・グラハム（オーストラリア）

### 日本
- 賞金王（男子）：青木功
- 賞金女王：樋口久子

## サッカー
- 第58回天皇杯全日本サッカー選手権大会決勝
三菱重工 1-0 東洋工業
- 日本サッカーリーグ
1部優勝:フジタ工業
2部優勝:東芝堀川町

## 自転車競技

### トラックレース
- 世界選手権トラック競技（オランダ・アムステルダム）
プロスクラッチ優勝：中野浩一（3連覇）

### ロードレース
- 第62回ジロ・デ・イタリア
総合優勝：ジュゼッペ・サローニ（イタリア）
- 第66回ツール・ド・フランス
総合優勝：ベルナール・イノー（フランス）

## テニス

### グランドスラム
- 全仏オープン　男子単優勝：ビョルン・ボルグ（スウェーデン）、女子単優勝：クリス・エバート・ロイド（アメリカ）
- ウィンブルドン　男子単優勝：ビョルン・ボルグ（スウェーデン）、女子単優勝：マルチナ・ナブラチロワ（チェコスロバキア）
- 全米オープン　男子単優勝：ジョン・マッケンロー（アメリカ）、女子単優勝：トレーシー・オースチン（アメリカ）
- 全豪オープン　男子単優勝：ギレルモ・ビラス（アルゼンチン）、女子単優勝：バーバラ・ジョーダン（アメリカ）

全米オープン男子シングルスで“悪童”マッケンローが20歳で4大大会初優勝。同大会の女子シングルスで、オースチンが「16歳9ヶ月」の最年少優勝記録を樹立。（エバートが結婚して夫の姓を併用するようになる。ナブラチロワはまだチェコスロバキア国籍。）

## バスケットボール
- NBAファイナル（1978-1979シーズン）
シアトル・スーパーソニックス（西） （4勝1敗） ワシントン・バレッツ（東）

## ボクシング
- 具志堅用高が、リゴベルト・マルカノに勝利し、7度目の防衛に成功した

## ラグビー
- 第16回日本ラグビーフットボール選手権大会（国立霞ヶ丘競技場陸上競技場）
新日鉄釜石 24-0 日本体育大学

## 誕生
- 1月5日 - 田中雅美（北海道、水泳）
- 1月11日 - ミルコ・デムーロ（イタリア、競馬）
- 1月15日 - ドリュー・ブリーズ（アメリカ、アメリカンフットボール）
- 1月17日 - 上野雅恵（北海道、柔道）
- 1月17日 - 西谷岳文（大阪府、ショートトラック・スケート）
- 1月19日 - スベトラーナ・ホルキナ（ロシア、体操）
- 2月2日 - ファニ・ハルキア（ギリシア、陸上競技）
- 2月9日 - 岩村明憲（愛媛県、野球）
- 2月9日 - イリーナ・スルツカヤ（ロシア、フィギュアスケート）
- 2月16日 - バレンティーノ・ロッシ（イタリア、オートバイレーサー）
- 3月10日 - 魔裟斗（千葉県、格闘家）
- 3月13日 - ヨハン・サンタナ（ベネズエラ、野球）
- 3月14日 - 渋井陽子（栃木県、マラソン）
- 3月19日 - イワン・リュビチッチ（クロアチア、テニス）
- 3月20日 - 阿部慎之助（千葉県、野球）
- 3月23日 - ミスティ・ハイマン（アメリカ、水泳）
- 4月5日 - 小笠原満男（岩手県、サッカー）
- 4月24日 - サンパ・ラユネン（フィンランド、ノルディック複合）
- 5月2日 - 源純夏（徳島県、水泳）
- 5月20日 - ジェイソン・ワース（アメリカ、野球）
- 5月25日 - ジョニー・ウィルキンソン（イギリス、ラグビー）
- 5月28日 - 五十嵐亮太（千葉県、野球）
- 6月4日 - 高原直泰（静岡県、サッカー）
- 6月7日 - ヒラリー・ランキ（アメリカ、ゴルフ）
- 6月12日 - ディエゴ・ミリート（アルゼンチン、サッカー）
- 6月20日 - 本山雅志（福岡県、サッカー）
- 6月23日 - ラダニアン・トムリンソン（アメリカ、アメリカンフットボール）
- 7月3日 - 魁将龍邦昭（東京都、相撲）
- 7月5日 - アメリ・モレスモ（フランス、テニス）
- 7月9日 - 中田浩二（滋賀県、サッカー）
- 7月13日 - 井川慶（茨城県、野球）
- 7月16日 - 中村真衣（新潟県、水泳）
- 7月25日 - 井上昌己（長崎県、競輪）
- 7月26日 - 佐野優子（大阪府、バレーボール）
- 8月2日 - ケー・スンヒ（北朝鮮、柔道）
- 9月6日 - 片山伸次（静岡県、相撲）
- 9月13日 - イヴァン・ミリュコビッチ（セルビア、バレーボール）
- 9月18日 - 稲本潤一（大阪府、サッカー）
- 9月21日 - 湯川浩司（大阪府、競艇）
- 9月27日 - 小野伸二（静岡県、サッカー）
- 10月7日 - シモナ・アマナール（ルーマニア、体操）
- 10月17日 - キミ・ライコネン（フィンランド、レーシングドライバー）
- 11月1日 - 藤田太陽（秋田県、野球）
- 11月3日 - パブロ・アイマール（アルゼンチン、サッカー）
- 11月14日 - オスレイディス・メネンデス（キューバ、陸上競技）
- 11月19日 - ライアン・ハワード（アメリカ、野球）
- 12月9日 - 上村愛子（兵庫県、フリースタイル・スキー）
- 12月14日 - マイケル・オーウェン（イギリス、サッカー）
- 12月16日 - トレバー・イメルマン（南アフリカ、ゴルフ）

## 死去
- 3月25日 - 安藝ノ海節男（広島県、相撲、*1914年）
- 5月15日 - カーチス・スティーブンス（アメリカ、ボブスレー、*1898年）
- 5月23日 - 大下弘（兵庫県、野球、*1922年）
- 7月8日 - エリザベス・ライアン（アメリカ、テニス、*1892年）
- 8月21日 - ジュゼッペ・メアッツァ（イタリア、サッカー、*1910年）